# Heksogen
Heksogen (heksonit, ciklonit, RDX, T4, 1,3,4-trinitro-1,3,5-triazacikloheksan, ciklotrimetil-trinitramin) je bijela ili svijetlo žuta kristalna tvar netopljiva u vodi. Dobiva se djelovanjem dušične kiseline na urotropin (heksametilen-tetramin) uz hlađenje (slično kao oktogen). Naglim zagrijavanjem do 280 °C žestoko eksplodira.
Stabilan je za pohranu pa se upotrebljava uglavnom u vojne svrhe kao jak eksploziv. Razorna mu je moć veća od razorne moći trinitrotoluena, pa se smatra jednim od najmoćnijih vojnih brizantnih eksploziva. Osjetljiv je na udar, pa se kao i pentrit upotrebljava flegmatiziran trinitrotoluenom, voskom (njim najčešće), parafinom ili uljima.

Za topnička zrna upotrebljava se u smjesi s TNT-om pod nazivom Heksotol, Hexoplast (75), Ciklotol, A-IX-2, i dr. Koristi se i za rušenje kao plastični eksploziv koji se sastoji od heksogena koji je flegmatiziran i plastificiran pomoću raznih ulja kao plastifikatora. Jedan od njih je eksplozivni plastični metak M5A1 u kojemu je eksploziv "Composition C-3" koji sadrži 88% heksogena i 12% plastifikatora (koji ima 75% parafinskog ulja i 25% poliizobutilena).